# Campeonato Sul-Americano de Voleibol Masculino Sub-21 de 1984
O  Campeonato Sul-Americano de Voleibol Masculino Sub-21  de 1984  é a sétima edição do Campeonato Sul-Americano de Voleibol Masculino da categoria juvenil, disputado por seleções sul-americanas e ocorrendo a cada dois anos , cuja competição é organizada pela Confederação Sul-Americana de Voleibol.

## Equipes
- Argentina
- Brasil
- Chile
- Colômbia
- Equador
- Peru
- Uruguai

## Local
- Coliseu Vicente Diaz Romero, Bucaramanga, Colômbia

## Fórmula de disputa
Todas as seleções se enfrentam e ao final a seleção primeira colocada será declarada campeã desta edição.

## Resultados
- Hora local (UTC-3).

|     |           |     | Jogos | Jogos | Jogos | Pontos | Pontos | Pontos | Sets | Sets | Sets   |
| Pos | Equipe    | Pts | T     | V     | D     | V      | P      | R      | V    | P    | R      |
| --- | --------- | --- | ----- | ----- | ----- | ------ | ------ | ------ | ---- | ---- | ------ |
| 1   | Brasil    | 18  | 6     | 6     | 0     | 234    | 221    | 1.059  | 18   | 1    | 18,000 |
| 2   | Argentina | 15  | 6     | 5     | 1     | 325    | 244    | 1.332  | 15   | 3    | 5,000  |
| 3   | Chile     | 9   | 6     | 3     | 3     | 272    | 306    | 0.889  | 10   | 9    | 1.111  |
| 4   | Venezuela | 9   | 6     | 3     | 3     | 312    | 341    | 0.915  | 10   | 10   | 1,000  |
| 5   | Colômbia  | 9   | 6     | 3     | 3     | 192    | 322    | 0.596  | 9    | 10   | 0.900  |
| 6   | Peru      | 3   | 6     | 1     | 5     | 192    | 322    | 0.596  | 4    | 15   | 0.267  |
| 8   | Equador   | 0   | 6     | 0     | 6     | 192    | 322    | 0.596  | 0    | 18   | 0,000  |

| Data   | Hora  |               | Placar |           | Set 1 | Set 2 | Set 3 | Set 4 | Set 5 | Total | Relatório |
| ------ | ----- | ------------- | ------ | --------- | ----- | ----- | ----- | ----- | ----- | ----- | --------- |
| 9 set  | ?     | ' Venezuela ' | 3–0    | Equador   | 15–6  | 15–6  | 15–5  |       |       | 45–17 | 45–17     |
| 9 set  | ?     | ' Brasil '    | 3–1    | Chile     | 15–3  | 15–5  | 8–15  | 15-13 |       | 53–23 | 53–36     |
| 9 set  | ?     | ' Argentina ' | 3–0    | Colômbia  | 15–9  | 15–12 | 15–9  |       |       | 45–30 | 45-30     |
| 10 set | ?     | ' Chile '     | 3–0    | Peru      | 15–4  | 15–9  | 15–8  |       |       | 45–21 | 45-21     |
| 10 set | ?     | ' Brasil '    | 3–0    | Venezuela | 15–0  | 15–5  | 15–3  |       |       | 45–8  | 45-8      |
| 10 set | ?     | ' Colômbia '  | 3–0    | Equador   | 15–6  | 15–5  | 15–6  |       |       | 45–17 | 45-17     |
| 11 set | 18:00 | ' Argentina ' | 3–0    | Chile     | 18–16 | 15–9  | 15–13 |       |       | 48–38 | 48-38     |
| 11 set | ?     | ' Colômbia '  | 3–1    | Venezuela | ?–?   | ?–?   | ?–?   | ?–?   |       | 0–0   | ?–?       |
| 11 set | ?     | ' Peru '      | 3–1    | Equador   | ?–?   | ?–?   | ?–?   | ?–?   |       | 0–0   | ?–?       |
| 12 set | ?     | ' Argentina ' | 3–0    | Venezuela | 15–7  | 15–9  | 15–4  |       |       | 45–20 | 45-20     |
| 12 set | ?     | ' Chile '     | 3–0    | Equador   | 15–8  | 15–3  | 15–2  |       |       | 45–13 | 45-14     |
| 12 set | ?     | ' Brasil '    | 3–0    | Peru      | 15–6  | 15–1  | 15–5  |       |       | 45–12 | 45-12     |
| 13 set | ?     | ' Brasil '    | 3–0    | Equador   | ?–?   | ?–?   | ?–?   |       |       | 0–0   | ?–?       |
| 13 set | ?     | ' Argentina ' | 3–0    | Peru      | ?–?   | ?–?   | ?–?   |       |       | 0–0   | ?–?       |
| 13 set | ?     | ' Chile '     | 3–0    | Colômbia  | ?–?   | ?–?   | ?–?   |       |       | 0–0   | ?–?       |
| 14 set | ?     | ' Argentina ' | 3–0    | Equador   | 15–3  | 15–1  | 15–6  |       |       | 45–10 | 45-10     |
| 14 set | ?     | ' Venezuela ' | 3–1    | Peru      | 10–15 | 15–3  | 15–3  | 15-3  |       | 55–21 | 55-24     |
| 14 set | ?     | ' Brasil '    | 3–1    | Colômbia  | 15–5  | 15–2  | 15–3  |       |       | 45–10 | 45-10     |
| 15 set | 16:00 | ' Colômbia '  | 3–0    | Peru      | 15–2  | 15–7  | 15–6  |       |       | 45–15 | 45-15     |
| 15 set |       | ' Venezuela ' | 3–0    | Chile     | 15–7  | 15–11 | 15–9  |       |       | 45–27 | 45-27     |
| 15 set |       | ' Brasil '    | 3–0    | Argentina | 15–10 | 15–7  | 16-14 |       |       | 46–17 | 46-31     |